# Хитли, Джеймс
Джеймс Хитли (англ. James Heatly, род. 20 мая 1997, Уинчестер, Англия) — британский прыгун в воду, призёр чемпионата Европы. Победитель первых Европейских игр на 3-метровом трамплине.

## Биография
Он представлял Великобританию на Европейских играх 2015 года в Баку, где выиграл золотую медаль на 3-метровом трамплине, бронзовую на 1-метровом трамплине и в паре с Росс Хасламом, серебряную медаль в соревновании по синхронным прыжкам с трамплина 3 метра.
На Играх Содружества в Голд-Кост, в 2018 году он выиграл бронзовую медаль на метровом трамплине. Представлял Шотландию.
На континентальном первенстве в Глазго 2018 году он выиграл бронзовую медаль на 1-метровом трамплине, закончив соревнование вслед за своим соотечественником Джеком Ло (золото) и итальянцем Джованни Точчи (серебро).